# جواز على الهوا (فلم)
جواز على الهوا  هو فيلم مصري رومانسي، تمثيل عادل إمام وفريد شوقي وسمير غانم وناهد شريف وفيفي عبده ومن تأليف فاروق السعيد وإخراج أحمد ثروت.

## القصة
تهرب أميرة بعد أن تضيق بتزمت والدها . تلجأ لغريب الذي يعمل لدى والدها يصل لغريب خطاب من صديقه فكري المقيم بأمريكا يطلب منه ترشيح عروسة له على أن يتزوجها بالتوكيل ، تنتهز أميرة الفرصة فتقترح على غريب أن تكون العروسة المرشحة حتى تتخلص من سيطرة أبيها وبالفعل يتم الزواج ولكن بمرور الوقت تشعر بالحب نحو غريب ويبادلها نفس مشاعرها ، يصل فكري يرفض في البداية أن يطلق أميره ولكن نظرًا لصداقته لغريب يوافق ليتزوج الحبيبان

## طاقم العمل
- أحمد ثروت (مخرج )
- فاروق سعيد (قصة وسيناريو وحوار)
- عادل إمام (غريب)
- ناهد شريف (أميرة)
- سمير غانم (فكري)
- فريد شوقي
- نبيلة السيد
- فيفي عبده
- قدرية كامل
- مختار السيد
- منى عبدالله
- عادل الشناوي
- ليلى مختار
- فاتن فؤاد
- أحمد جمهورية

## روابط خارجية
- مقالات تستعمل روابط فنية بلا صلة مع ويكي بيانات